# Svobódnoie
Svobódnoie - Свободное (rus) - és un poble del krai de Krasnodar, a Rússia. Es troba a la vora del riu Beissujok Dret, afluent del riu Beissug, a 19 km a l'est de Briukhovétskaia i a 93 km al nord de Krasnodar, la capital.